# Hieracium borckae
Hieracium borckae es una especie de planta con flor del género Hieracium, de la familia Asteraceae, orden Asterales.

## Distribución
Hieracium borckae se distribuye por Turquía.

## Taxonomía
Fue descrita científicamente por Ponert. Fue publicada en Feddes Repert. 86: 39 (1975).